# Brawlhalla
Brawlhalla ist ein kostenloses Kampf-Computerspiel, das von Blue Mammoth Games für Microsoft Windows, macOS, PlayStation 4, Xbox One und Nintendo Switch entwickelt wurde.

## Geschichte
Das Spiel wurde im April 2014 auf der PAX East erstmals gezeigt und ging noch im selben Monat in die Alpha über. Eine Open Beta fand im November 2015 statt, gefolgt vom Release des Spiels im Oktober 2017.
Am 5. März 2018 wurde der Brawlhalla-Entwickler-Verlag Blue Mammoth Games vom Videospiel-Publisher Ubisoft übernommen und als Folge davon kam Rayman am 6. November 2018, dem Tag der Veröffentlichung des Spiels für Nintendo Switch und Xbox One, als Gastkämpfer hinzu.
Am 6. Juli 2018 veröffentlichte Ars Technica einen Artikel, der genaue Spielerzahlen für Steam-Spiele enthält, die durch ein Leck infolge eines „Lochs“ in der API erhalten wurden. Dieses Leck zeigte, dass Brawlhalla mit insgesamt 8.646.824 Spielern von allen Spielen, die mit dem Steam Achievements System ausgestattet sind, den 24. Platz bezüglich Spielerzahlen auf Steam belegt.
Am 12. Mai 2020 kündigten die Entwickler von Brawlhalla einen Battlepass an. Die erste Saison des Battlepasses wurde in einem Patch am 20. Mai 2020 veröffentlicht. Der Battlepass beinhaltet wöchentliche Missionen, durch die sogenannte "Battlegems" verdient werden. Je mehr "Battlegems" ein Spieler verdient, desto höher steigt er die Stufen des Battlepasses auf, und verdient somit einzigartige Farben für Charaktere, besondere Posen, "Sidekicks" und andere Gegenstände.

## Spielprinzip
In den meisten Spielmodi von Brawlhalla geht es darum, den Gegner von der Bühne zu stoßen – vergleichbar mit Super Smash Bros. –; dies kann durch wiederholte Angriffe erreicht werden. Wenn ein Spieler von der Bühne geworfen wird, verliert er ein Leben. Entweder der letzte stehende Spieler (derjenige, der noch mindestens ein Leben hat) oder der Spieler mit den meisten Punkten gewinnt das Spiel.
Das Spiel kann sowohl lokal als auch online gespielt werden. Spieler können 1:1 gegeneinander antreten. Mit einem Partner kann man auch 2:2 spielen. Brawlhalla hat auch mehrere Casua-Modi: Free-For-All, 1v1 Strikeout, Experimental 1v1, Capture the Flag und jede Woche ein neuer Featured-Modus. Free-For-All ist ein chaotischer Modus, bei dem sich vier Spieler gegenseitig aus der Arena schlagen müssen. Experimental 1v1 ermöglicht es Spielern, kommende Features zu testen. Benutzerdefinierte Spiele können online und lokal gehostet werden und unterstützen bis zu acht Spieler pro Spiel, experimentelle Karten und regionale Besonderheiten. Man kann mit Freunden einem Clan beitreten, diese Clans können wiederum selbst im Level aufsteigen und sammeln Erfahrungen von allen Mitgliedern.
Während eines Spiels fallen Waffen zufällig vom Himmel und können von den Spielern aufgenommen werden. Alle Charaktere von Brawlhalla können zwei von insgesamt zwölf Waffen benutzen, um sich gegenseitig zu bekämpfen. Alle Charaktere haben auch unbewaffnete Angriffe. Gadgets wie Bomben, Minen und Spikebälle fallen ebenfalls vom Himmel. Waffen können auch geworfen werden, um die Züge des Gegners zu unterbrechen oder es ihm schwer zu machen, wieder auf die Bühne zurückzukehren. Jedem Charakter sind vier Statistiken zugeordnet: Stärke, Geschicklichkeit, Verteidigung und Schnelligkeit. Die Kombination dieser Statistiken bestimmt die Stärken und Schwächen eines Charakters und beeinflusst, wie er gespielt wird. Sie kann durch Haltungen, die einen Punkt von einer Statistik zur anderen verschieben, leicht modifiziert werden.

## Einkäufe
Jede Woche hat Brawlhalla eine Rotation von 8 wählbaren Charakteren, die neuere Spieler kostenlos nutzen können. Diese Anzahl der Charaktere mit freier Rotation wurde Ende 2018 von 6 auf 8 erhöht, wahrscheinlich als Folge davon, wie viele neue Charaktere zu diesem Zeitpunkt dem Spiel hinzugefügt wurden. Im Allgemeinen wird ca. alle neun Wochen ein neuer Charakter veröffentlicht; derzeit sind es 47 Charaktere. Um Charaktere vollständig zu kaufen, hat Brawlhalla einen In-Game-Shop, in dem die Spieler die Möglichkeit haben, die durch regelmäßiges Spielen, tägliche Missionen und Level-Ups verdiente Währung zu verwenden. Alternativ können Spieler alle bestehenden und zukünftigen Charaktere über Mikrotransaktionen erwerben.
Andere Produkte können hier auch gekauft werden, in einer Währung namens Mammutmünzen. Diese Währung wird durch den Kauf mit echtem Geld gewonnen. Mammutmünzen können für Produkte wie Charakterskins, Waffenskins und Spott verwendet werden, die in Spielen verwendet werden können. Ebenfalls in den Geschäften befinden sich Skins, die alle paar Wochen aktualisiert werden. Diese Truhen bieten viele der Skins, die im Geschäft zu einem reduzierten Preis gekauft werden können, während sie 2 bis 3 Skins exklusiv für diese Truhe anbieten. Diese Truhen kosten 100 Mammutmünzen und wenn sie gekauft werden, geben einem zufällig eine der angebotenen Skins.
Einige wenige Charaktere haben Skins, die als Gastcharaktere aus anderen Franchises dienen, darunter Rivals of Aether, Shovel Knight, Rayman, Hellboy, Adventure Time und Wrestler aus WWE.

## E-Sport
Während die Community seit dem Start der Closed Beta schon kleinere Veranstaltungen durchführt, veranstaltet Blue Mammoth Games nun auch eigene offizielle Wettkämpfe.
Im Mai 2016 starteten sie mit der Brawlhalla Championship Series oder "BCX". Es handelte sich um eine Reihe von 21 wöchentlichen Online-Turnieren. Die Turniere fanden sowohl auf nordamerikanischen als auch auf europäischen Servern statt, wo die Spieler im 1v1- und 2v2-Modus antraten. Für jedes Turnier wurde ein Preispool von $1.000 unter den acht besten Spielern aufgeteilt. Zusätzlich wurden regionale Qualifikationsturniere 1:1 abgehalten, bei denen der Gewinner jeder regionalen Veranstaltung ein Flugticket und ein Hotelzimmer für die Weltmeisterschaft erhielt.

### Weltmeisterschaft 2016
Die erste Brawlhalla-Weltmeisterschaft fand vom 11. bis 13. November 2016 über ein Wochenende in der Cobb Galeria in Atlanta statt. Eine Gesamtsumme von 50.000 $ wurde für die Gewinner ausgelegt. Den Titel der ersten Brawlhalla-Weltmeisterschaft im 2v2 Wettkampf gewann das Norwegische Team "Eanix | Diakou" und "3sUP | Twilight". Den Gewinner für die 1v1 Weltmeisterschaft hat sich Zack "LDZ" Janbay geholt.

### Weltmeisterschaft 2017
Die Brawlhalla-Weltmeisterschaft wurde 2017 zu einer jährlichen Veranstaltung. Das Format, das als Finale des Brawlhalla Circuit eingerichtet wurde, war ein hybrides invitational/open Turnier, bei dem 24 der Top 32 Plätze den Spielern auf der ganzen Welt zugewiesen wurden, indem sie die besten Leistungen bei offiziellen Wettbewerben erbracht haben. Die restlichen 8 Slots waren im offenen WM-Turnier zu gewinnen.
Der Preispool wurde auf insgesamt 100.000 $ verdoppelt, die gleichmäßig zwischen den Wettbewerben 1v1 und 2v2 aufgeteilt wurden. Die Veranstaltung fand erneut in der Cobb Galleria in Atlanta in den Vereinigten Staaten statt, wo vom 3. bis 5. November Spieler aus aller Welt an den Start gingen. Bemerkenswert ist, dass der 1v1-Weltmeister 2016 Zack "LDZ" Janbay zum zweiten Mal in Folge gewann, während die 2v2-Meisterschaft von Zack "Boomie" Bielamowicz und Ngwa "Remmy" Nforsi gewonnen wurde.

### Weltmeisterschaft 2018
Die dritte jährliche Brawlhalla-Weltmeisterschaft wurde Anfang 2018 angekündigt. Es war ein offenes Turnier mit Spielern, die auf der Grundlage offizieller Turnierranglisten gesetzt wurden. Es fand vom 16. bis 18. November auf der DreamHack in Atlanta statt. Ähnlich wie bei der Weltmeisterschaft 2017 gab es auch hier wieder einen Preispool von 100.000 $, der sich gleichmäßig auf die 1v1- und 2v2-Turniere verteilte. Die Meisterschaft wurde neben Turnieren anderer beliebter Kampfspiele wie Super Smash Bros. Melee, Dragon Ball FighterZ, Tekken 7 und mehr ausgetragen. Der 1v1 Weltmeistertitel wurde von Stephen "Sandstorm" Myers errungen und der 2v2 Weltmeistertitel ging an Jonatan "Cake" Övragård und Aleksi "Addymestic" Sillanpää vom Team PHZ.

### Weltmeisterschaft 2019
Vom 15. bis 17. November 2019 fand die vierte Weltmeisterschaft in Brawlhalla statt. Die Weltmeisterschaft fand bei Dreamhack Atlanta statt, und die Aufstellung erfolgte nach dem offiziellen Ranglistensystem. Die Spieler sind aus vielen Ländern wie Europa, Asien und Südamerika angereist, um teilzunehmen. Es fand sogar ein Turnier bei der Paris Games Week statt, wo der Gewinner ein kostenloses Flugticket mit Hotelaufenthalt gewonnen hat. Es wurden wieder 100.000 $ an die Gewinner aufgeteilt. Stephen "Sandstorm" Myers, mit Beinamen "Tempostorm", gewann die 1v1 Weltmeisterschaft gegen "SimpLe", zum 2. Mal in Folge. Zusätzlich hat sich "Sandstorm" seine dritte Trophäe der Weltmeisterschaften geholt, zusammen mit seinem Teamkameraden Zack "Boomie" Bielamowicz, als Team genannt "Team Tempo", im 2v2 gegen die Spieler "Lil Capped" und "ithrowow".